# Weißenburg (Schiff)
Die Weißenburg war ein Panzerschiff der Kaiserlichen Marine. Benannt wurde das Schiff zur Erinnerung an die Schlacht bei Weißenburg von 1870.
Ab August 1900 diente sie mit ihren Schwestern wegen des Boxeraufstandes für ein Jahr in China. Ab Herbst 1906 gehörte sie zu den Reserveeinheiten der Kaiserlichen Marine, ehe sie im Sommer 1910 an das Osmanische Reich verkauft wurde. Sie wurde unter dem Namen Torgud Reis in den Balkankriegen und im Ersten Weltkrieg eingesetzt. Danach diente sie noch als Schulschiff und schließlich als Wohnschiff. Der endgültige Abbruch erfolgte erst in den 1950er Jahren.

## Allgemeine Angaben
Das Schiff, dessen Bau 1890 begonnen wurde, lief am 14. Dezember 1891 in Stettin als drittes Schiff der Brandenburg-Klasse und zweites auf der Werft AG Vulcan vom Stapel und wurde am 5. Juni 1894 als viertes und letztes Schiff der Klasse in Dienst gestellt und der I. Division zugeteilt. 1899 wurden alle Panzerschiffe der Brandenburg-Klasse zu Linienschiffen umklassifiziert.
Mit 116 m Länge, 19,5 m Breite und 7,9 m Tiefgang verdrängten die Schiffe 10.500 Tonnen und hatten eine Spitzengeschwindigkeit von 16,5 Knoten. Die Besatzung zählte 570–590 Mann. Die Bewaffnung bestand aus sechs 28-cm-Geschützen, sechs 10,5-cm-Geschützen und acht 8,8-cm-Geschützen sowie sechs Torpedorohren. Die schweren Geschütze waren in drei Zwillingsbarbetten auf der Längsachse angeordnet. Sie waren zwar schwächer als die 30,5-cm-Kaliber ausländischer Marinen, aber wegen der größeren Rohrzahl (6 statt 4) war dies zu ihrer Zeit die schwerste Hauptbewaffnung auf einem gepanzerten Schiff. Die Weißenburg unterschied sich von ihren Schwestern in der Panzerung, die nur bei ihr vollständig in modernem KC-(Krupp-cemented)-Chrom-Nickelstahl ausgeführt war. Dieser hatte die doppelte Festigkeit gegenüber der Compoundpanzerung, das heißt 200 mm KC-Panzer entsprach der Schutzwirkung von 400 mm Compound-Panzer.

## Geschichte

### Flottendienst
Die Weißenburg kam nach ihrer Indienststellung und Erprobung als viertes Schiff zur I. Division des Manövergeschwaders, das ab 1896 als I. Geschwader bezeichnet wurde. Ihre erste Auslandsreise mit der Division führte sie im Mai 1895 bis nach Kirkwall. Es folgten die Einweihung des Kaiser-Wilhelm-Kanals und im Juli eine Atlantikreise der Division bis nach Nordspanien. Der Rückmarsch erfolgte ab dem 27. von Vigo über Queenstown nach Cowes, wo sich der Kaiser mit seiner Yacht Hohenzollern und dem Begleitkreuzer Gefion aufhielt. Am 10. August traf die Division wieder in Wilhelmshaven ein und begann mit den üblichen Manövern in der Nordsee. 1896 besuchte die Division die Niederlande und Norwegen. 1898 erfolgte eine Manöverreise mit der ersten Umrundung der britischen Inseln durch eine Kriegsflotte seit den Zeiten der Armada mit Stops in Queenstown, Greenock und Kirkwall und vom 9. bis 13. Dezember noch ein Aufenthalt in Kungsbacka.
Am 27. Februar 1899 wurden die vier Schiffe der Brandenburg-Klasse zu Linienschiffen gemäß dem Flottengesetz erklärt. Im Mai fand wieder eine Atlantikreise statt, die am 8. Mai über Falmouth (Cornwall) bis nach Lissabon (12.) führte. Zum Abschluss der Reise nahm die Division noch an einer Parade vor Dover am 24. Mai zu Ehren des 80sten Geburtstages der britischen Königin Victoria teil und kehrte dann am 31. Mai nach Kiel zurück. Im Dezember 1899 erfolgte noch ein Besuch der Division in Kristiansand. Die Übungsreise im Mai 1900 führte zu den Shetlands und in den Sognefjord und nach Bergen. Die anschließenden Manöver wurden abgebrochen, um sich auf den geplanten Auslandseinsatz vorzubereiten.

### Ostasieneinsatz
Während des Boxeraufstandes im Jahr 1900 belagerten diese das Gesandtschaftsviertel in Peking und ermordeten den deutschen Gesandten, Baron Clemens von Ketteler. Die weitverbreitete Gewalttätigkeit gegen die Europäer in China führte zu einer Allianz von acht Nationen gegen die nationalistische chinesische Bewegung, der neben Deutschland auch Großbritannien, Italien, Russland, Österreich-Ungarn, die Vereinigten Staaten, Frankreich und Japan angehörten. Die in China aktuell stationierten Soldaten waren aber zu wenige, um die Boxer zu besiegen. In Peking war es eine Truppe von etwas über 400 Mann der acht Nationen, die das Gesandtschaftsviertel verteidigte. Hauptelement der deutschen militärischen Macht in China war das Ostasiatische Kreuzergeschwader. Trotz der Einwände des Marineministers Admiral Alfred von Tirpitz, der den Einsatz für unnötig und zu umfangreich hielt, wurde im Sommer 1900 die Kurfürst Friedrich Wilhelm als Flaggschiff von Konteradmiral Richard von Geißler gemeinsam mit ihren Schwesterschiffen der Brandenburg-Klasse der I. Division des I. Geschwaders mit dem Kleinen Kreuzer Hela nach Ostasien entsandt. Sie verließen Kiel am 9. Juli 1900 und liefen über Wilhelmshaven, Gibraltar, den Sueskanal, Aden, Colombo nach Singapur, wo vom 19. bis 23. August die erste längere Pause während des Ausmarsches der Division gemacht wurde. Am 28. erreichte die Division dann Hongkong und am 30. August war sie auf der Reede von Wusung bei Shanghai und beteiligte sich an der „Blockade“ der chinesischen Marine, die Jangtse aufwärts keine Absichten hatte, gegen die überwältigenden internationalen Kräfte anzulaufen. Neben den vier deutschen Linienschiffen blockierten auch zwei britische den Ausgang aus dem Fluss neben einer Vielzahl von Kreuzern, Kanonen- und Torpedobooten aller Nationen. Die Belagerung des Gesandtschaftsviertels in Peking war inzwischen beendet.
Die Weißenburg verlegte Ende September in das Gelbe Meer. Sie sollte mit ihren Schwesterschiffen die bei Qinhuangdao und Shanhaiguan geplante Anlandung des Internationalen Expeditionskorps ab dem 3. Oktober unterstützen. Gleichzeitig lösten die Landungskorps der Linienschiffe die Matrosen des Kreuzergeschwaders dort an Land ab. Ab Ende Oktober kehrten die Schiffe einzeln wieder auf die Reede von Wusung zurück. Nur ein Schiff blieb meist im Gelben Meer. Dockliegezeiten wurden für alle Schiffe vereinbart und auch der beim Kreuzergeschwader übliche Austausch eines Teiles der Besatzungen geplant. Gleichzeitig verstärkte die Marine ihre Forderungen nach Abzug der Division mangels echter Aufgaben. Weißenburg ging vom 4. bis zum 23. Januar 1901 in das Dock in Nagasaki. Im März war dann die ganze Division zeitweise in Tsingtau versammelt, um die neu eingetroffenen Besatzungsteile zu übernehmen und bei kleinen Übungen mit den Aufgaben vertraut zu machen. Am 26. Mai traf dann der Heimreisebefehl für die gesamte Linienschiffsdivision ein, obwohl das Auswärtige Amt den Verbleib zweier Schiffe vor China forderte.
Am 1. Juni 1901 trat der deutsche Verband mit den vier Linienschiffen und der Hela den Rückmarsch in die Heimat an, die am 11. August erreicht wurde. Auf der Rückfahrt gab es längere Aufenthalte in Singapur und Colombo. Im Marsch gegen den Monsun lief die Division zur Sicherheit Mahé (Seychellen) als zusätzliche Kohlenstation an. Nach Marsch über Aden und Port Said traf die Division dann am 1. August in Cádiz mit der neuen I. Division des I. Geschwaders unter dem Geschwaderchef Prinz Heinrich von Preußen auf der Kaiser Wilhelm der Große zusammen und beide Divisionen liefen dann gemeinsam in die Heimat. Der gesamte Einsatz war äußerst kostspielig, da auf den Märschen nach und von Ostasien auf fremde Kohlenstationen zurückgegriffen werden musste. Auch wurden diese Schiffe für die Einsätze während des Boxeraufstandes eigentlich nicht benötigt. Der demonstrative Charakter des Einsatzes, der das Reich über 100 Millionen Mark kostete, war offensichtlich. Keine andere Nation setzte in ähnlichem Umfang ihre Kräfte ein.

### Flottendienst, Umbau, Reserve
Die Weißenburg blieb bis zum 29. September 1902 bei der II. Division des I. Geschwaders in Dienst. Wie ihre Schwesterschiffe schied sie im Herbst aus dem Verband aus, um in der Kaiserlichen Werft Wilhelmshaven modernisiert zu werden. Die Schiffe erhielten neue Masten, wurden von Holz befreit, die Kohlenbunker wurden erweitert und die 10,5-cm-Batterie umgebaut und verstärkt.
Zusammen mit ihrem Schwesterschiff Wörth wurde die Weißenburg am 27. September 1904 wieder in Dienst gestellt und dem II. Geschwader als Ersatz für die Küstenpanzerschiffe Beowulf und Hildebrand zugewiesen. Im Herbst 1906 schied sie aus dem Geschwaderverband aus und wurde Stammschiff der Reservedivision Nordsee, um am 27. September 1907 endgültig außer Dienst gestellt zu werden.
Am 2. August 1910 wurde die Weißenburg letztmals für die Kaiserliche Marine angeblich für die Manöverflotte in Dienst gestellt und am 14. dann dem Überführungsverband unter Konteradmiral Reinhard Koch mit dem Schwesterschiff Kurfürst Friedrich Wilhelm zugewiesen, um in die Türkei überführt zu werden. Beide Schiffe nahmen für die Überführung insgesamt 26 Offiziere und 38 Mann technisches Personal der Osmanischen Marine an Bord. Unter Vermeidung britischer Häfen liefen die beiden Linienschiffe mit einem Halt zur Versorgung in Oran zu einer Bucht nahe Çanakkale am Südufer der Dardanellen, wo sie am 1. September an die Osmanische Marine im Beisein des Kreuzers Hamidiye übergeben wurden. Ab Oran wurden sie von vier ebenfalls angekauften Schichaubooten, ehemals S 165–S 168 (Baujahr 1909) begleitet. Gleichzeitig transportierte die Ypiranga der Hapag eine zusätzliche Munitionsausstattung für die Linienschiffe in die Türkei. Mit dem Hapag-Dampfer wurden die deutschen Besatzungen zurückgeführt.

### Osmanisches Reich und Erster Weltkrieg
Am 12. September 1910 wurde das Schiff für 9 Millionen Mark an das Osmanische Reich verkauft, wo es dann unter dem neuen Namen Torgud Reis, nach dem früheren türkischen Korsaren, Admiral und Bey von Tripolis Turgut Reis, Dienst versah. Das Schwesterschiff Kurfürst Friedrich Wilhelm wurde gleichzeitig verkauft und hieß danach Barbaros Hayreddin.
Während des italienisch-türkischen Krieges 1911/1912 waren die beiden Linienschiffe einsatzbereit, blieben aber im Bereich Bosporus – Dardanellen und griffen nicht aktiv in den Krieg ein.

#### Balkankriege
Am 12. November 1912 beschoss die Torgud Reis zusammen mit dem Kreuzer Hamidiye Stellungen der bulgarischen Truppen in Derkosa. Als der Kreuzer am 21. November erneut bulgarische Stellungen beschoss, wurde die Hamidiye im Schwarzen Meer 32 Meilen vor Warna durch die vier bulgarischen Torpedoboote Drazki, Latyashti, Smeli und Strogi angegriffen und von der Drazki mit einem Torpedo getroffen. Der Torpedotreffer riss ein über drei Meter großes Loch auf der Steuerbordseite in den Bug und tötete acht Mann. Obwohl der Bug fast unter Wasser war, konnte sie sich wegen absolut ruhiger See zurückziehen und wurde zur Reparatur von der Torgud Reis nach Istanbul eingeschleppt. Anschließend kam es zu keinen weiteren türkischen Einsätzen gegen die bulgarische Küste.
Am 16. Dezember 1912 versuchte die osmanische Marine unter Ramiz Bey mit den Linienschiffen Barbaros Hayreddin, Torgud Reis und Mesudiye, dem Kreuzer Mecidiye und drei Zerstörern aus den Dardanellen auszubrechen, um Seekrieg in der Ägäis zu führen. Im Gefecht von Elli scheiterte der Versuch allein am Panzerkreuzer Georgios Averoff unter Konteradmiral Pavlos Koundouriotis und den Zerstörern Aetos, Ierax und Pantir. Koundouriotis trennte sich mit seinen schnellen Einheiten von seinen drei alten Linienschiffen Spetsai, Hydra und Psara und stoppte die osmanische Flotte. Er konzentrierte sein Feuer auf das Flaggschiff Barbaros Hayreddin, das sieben Tote und vierzehn Verwundete zu beklagen hatte. Dazu kamen noch acht Tote und 20 Verwundete auf der Torgud Reis sowie drei Tote und sieben Verwundete auf der Mesudiye. Auch die Mecidiye wurde leicht beschädigt. Die Osmanen zogen sich in die Dardanellen zurück.
Auch ein zweiter Versuch der osmanischen Marine am 18. Januar 1913, aus den Dardanellen auszubrechen, scheiterte in der Seeschlacht von Limnos. Der erneut unter Ramiz Bey von den Linienschiffen Barbaros Hayreddin, Torgud Reis, Mesudiye, dem Kreuzer Mecidiye und fünf Zerstörern unternommene Versuch scheiterte etwa vier Stunden nach dem Ausbruch aus den Dardanellen im Feuer des griechischen Geschwaders unter Konteradmiral Koundouriotis mit dem Panzerkreuzer Georgios Averoff, den alten Linienschiffen Spetsai, Hydra und Psara sowie sieben Zerstörern, da der griechische Admiral nicht, wie von den Türken erwartet und seiner eigenen Regierung befohlen, die Georgios Averoff zur Verfolgung der fünf Tage zuvor allein ausgebrochenen Hamidiye entsandt hatte. Als sie etwa drei Stunden nach dem Passieren des Dardanellenausgangs auf Gefechtsdistanz an die Türken herangekommen waren, drehten die Mecidiye und die Zerstörer sofort ab und die Mesudiye bald nach Treffern von Hydra und Psara. Nach 20-minütigem Gefecht traf eine Salve der Georgios Averoff die Barbaros Hayreddin und zerstörte deren mittleren Turm, worauf sie beidrehte. Nach wenigen Minuten folgte ihr die Torgud Reis. Die Georgios Averoff folgte ihnen noch über zwei Stunden und konnte sich durch ihre höhere Geschwindigkeit in günstige Positionen für weitere Treffer bringen. Die Barbaros Hayreddin erlitt über 20 Treffer, hatte große Teile ihrer Artillerie zerstört und 32 Tote und 45 Verwundete zu beklagen. Die Torgud Reis hatte ein Leck und weitere Schäden durch 17 Treffer, die neun Tote und 49 Verwundete verursachten. Auch die Mesudiye hatte etliche Treffer erhalten und beklagte 68 Ausfälle.
Am 8. Februar 1913 unterstützte die Osmanische Marine einen amphibischen Angriff bei Şarköy am Nordufer des Marmarameeres nahe Tekirdağ, wohin bulgarische Truppen im Dezember durchgebrochen waren. Die Barbaros Hayreddin und die Torgud Reis lagen etwa einen Kilometer vor der Küste und unterstützen mit anderen Schiffen die Landtruppen. Der Angriff war nicht erfolgreich, aber die Schiffe deckten sehr erfolgreich den Rückzug der osmanischen Landtruppen mit ihren Geschützen.
Im März 1913 wurde die Torgud Reis mit dem Schwesterschiff Barbaros Hayreddin im Schwarzen Meer zur Unterstützung der Front bei Çatalca eingesetzt. Am 26. März stoppte sie mit ihrer schweren und mittleren Artillerie einen Vorstoß der Bulgaren. Am 30. März erfolgte der nächste Einsatz, bei dem ein türkischer Angriff unterstützt wurde.

#### Erster Weltkrieg
Als das Osmanische Reich auf der Seite Deutschlands in den Krieg eintrat, wurde der bisherige Chef der deutschen Mittelmeerdivision, Wilhelm Souchon, der neue türkische Flottenchef. Aktiv wollte er nur im Schwarzen Meer gegen die russische Flotte vorgehen. Die zahlenmäßige Unterlegenheit wollte er durch die Schnelligkeit seiner Einheiten ausgleichen. Für einen derartigen Krieg waren die beiden alten Linienschiffe Barbaros Hayreddin und Torgud Reis nicht geeignet und sie wurden daher der Verteidigung der Dardanellen zugewiesen. Die Schiffe erhielten zusätzlich deutsche Offiziere.

### Nach dem Ersten Weltkrieg
Die Torgud Reis überlebte den Weltkrieg und wurde ab 1924 als Schulschiff der türkischen Marine wieder in Dienst genommen. So diente sie als stationäres Ausbildungsschiff in Gölcük. Zu dieser Zeit behielt sie nur zwei ihrer ursprünglich sechs 28-cm-Geschütze. Zwei Haupttürme wurden entfernt und als Teil einer schweren Küstenbatterie an der asiatischen Küste der Meerenge der Dardanellen. Beide Türme sind mit ihren Geschützen (zwei L/40  und zwei L/35) erhalten.
Ab 1933 war sie Wohnschiff von Werftarbeitern am türkischen Flottenstützpunkt Gölcük und wurde 1956 abgebrochen.

## Kommandanten
14. Oktober 1894 bis 29. September 1902
- Kapitän zur See Wilhelm Büchsel: von Oktober 1894 bis September 1895
- Kapitän zur See Ernst von Frantzius: von September 1895 bis September 1897
- Kapitän zur See Otto Diederichsen: von September 1897 bis September 1898
- Kapitän zur See Paul Hofmeier: von September 1898 bis Mai 1901
- Kapitän zur See Eduard Holzhauer: von Mai 1901 bis September 1902

27. September 1904 bis 27. September 1907
- Kapitän zur See Wilhelm Schack: von September 1904 bis Dezember 1905
- Kapitän zur See William Kutter: von Dezember 1905 bis September 1906
- Korvettenkapitän/Kapitän zur See Ferdinand Thyen: von Oktober 1906 bis September 1907 reduzierte Besatzung

2. September 1910 bis 1. September 1910
- Kapitän zur See Leberecht Maaß

Deutsche Kommandanten der Torgud Reis
- Kapitän zur See Wilhelm Freiherr von Meerscheidt-Hüllessem: von August 1914 bis Oktober 1914
- Kapitänleutnant Fedor Rosentreter: von Oktober 1914 bis August 1915
- Kapitänleutnant Ulrich von Tippelskirch: von August 1915 bis November 1915
- Korvettenkapitän Hermann Lorey: von November 1915 bis Juni 1917
- Kapitänleutnant Ruprecht Andriano: von Juni 1917 bis März 1918